# Zink-70
Zink-70 of 70Zn is een stabiele isotoop van zink, een overgangsmetaal. Het is een van de vijf stabiele isotopen van het element, naast zink-64, zink-66, zink-67 en zink-68. De abundantie op Aarde bedraagt amper 0,62%. De isotoop wordt ervan verdacht via een dubbel bètaverval te vervallen tot de stabiele isotoop germanium-70. De vervalenergie bedraagt 998,46 keV. Zink-70 heeft een halfwaardetijd van ongeveer 13 biljard jaar en kan dus de facto als stabiel worden beschouwd. Dit omdat de halfwaardetijd miljoenen malen groter is dan de leeftijd van het universum.
Zink-70 ontstaat onder meer bij het radioactief verval van koper-70 en gallium-70.
54Zn · 55Zn · 56Zn · 57Zn · 58Zn · 59Zn · 60Zn · 61Zn · 61m1Zn · 61m2Zn · 61m3Zn · 62Zn · 63Zn · 64Zn · 65Zn · 65mZn · 66Zn · 67Zn · 68Zn · 69Zn · 69mZn · 70Zn · 71Zn · 71mZn · 72Zn · 73Zn · 73m1Zn · 73m2Zn · 74Zn · 75Zn · 76Zn · 77Zn · 77mZn · 78Zn · 78mZn · 79Zn · 80Zn · 81Zn · 82Zn · 83Zn · 84Zn · 85Zn